# Nikolai Iwanowitsch Swiridow
Nikolai Iwanowitsch Swiridow (russisch Николай Иванович Свиридов, engl. Transkription Nikolay Sviridov; * 6. Juli 1938 in Staraja Weduga, Oblast Woronesch; † 14. Juni 2023 in Woronesch, Oblast Woronesch) war ein sowjetischer Langstreckenläufer.

## Sportliche Laufbahn
1968 wurde er bei den Olympischen Spielen in Mexiko-Stadt Fünfter über 10.000 Meter und Siebter über 5000 m.
Bei den Europameisterschaften 1969 in Athen gewann er Bronze über 10.000 Meter. 1970 wurde er bei den Halleneuropameisterschaften in Wien Vierter über 3000 Meter und beim Europacup in Stockholm Zweiter über 10.000 Meter. 1971 kam er bei den Europameisterschaften in Helsinki über 10.000 Meter auf den 18. Platz.
Bei den Olympischen Spielen 1972 in München wurde er Achter über 5000 Meter.
1973 wurde er bei den Crosslauf-Weltmeisterschaften in Waregem Neunter und gewann mit der sowjetischen Mannschaft Silber. Beim Europacup in Edinburgh siegte er über 10.000 Meter.
1973 wurde er Sowjetischer Meister über 10.000 Meter.

## Persönliche Bestzeiten
- 3000 m (Halle): 7:54,6 min, 15. März 1970, Wien
- 5000 m: 13:30,27 min, 16. September 1973, Helsinki
- 10.000 m: 27:58,6 min, 10. Juli 1973, Moskau